# Stiphrolamyra vincenti
Stiphrolamyra vincenti är en tvåvingeart som beskrevs av Jason Gilbert Hayden Londt 1983. Stiphrolamyra vincenti ingår i släktet Stiphrolamyra och familjen rovflugor. Inga underarter finns listade i Catalogue of Life.